# Stazione antartica comandante Ferraz
La stazione antartica comandante Ferraz (in portoghese Estação Antártica Comandante Ferraz) è una base antartica permanente, intitolata al comandante Luís Ferraz, il quale visitò numerose volte l'Antartico con esplorazioni britanniche e riuscì a convincere il governo brasiliano a dotarsi di un programma antartico autonomo.
La stazione è gestita dalla marina brasiliana, nell'ambito del Programa Antártico Brasileiro (PROANTAR).
La stazione è stata costruita sullo stesso luogo della base britannica Base G gestita dal British Antarctic Survey (BAS).

## Ubicazione
Localizzata ad una latitudine di 62°05'S ed a una longitudine di 58°23'O, la struttura si affaccia sulla Baia dell'Ammiragliato, zona centrale dell'Isola di re Giorgio, nelle Shetland Meridionali.

## Struttura

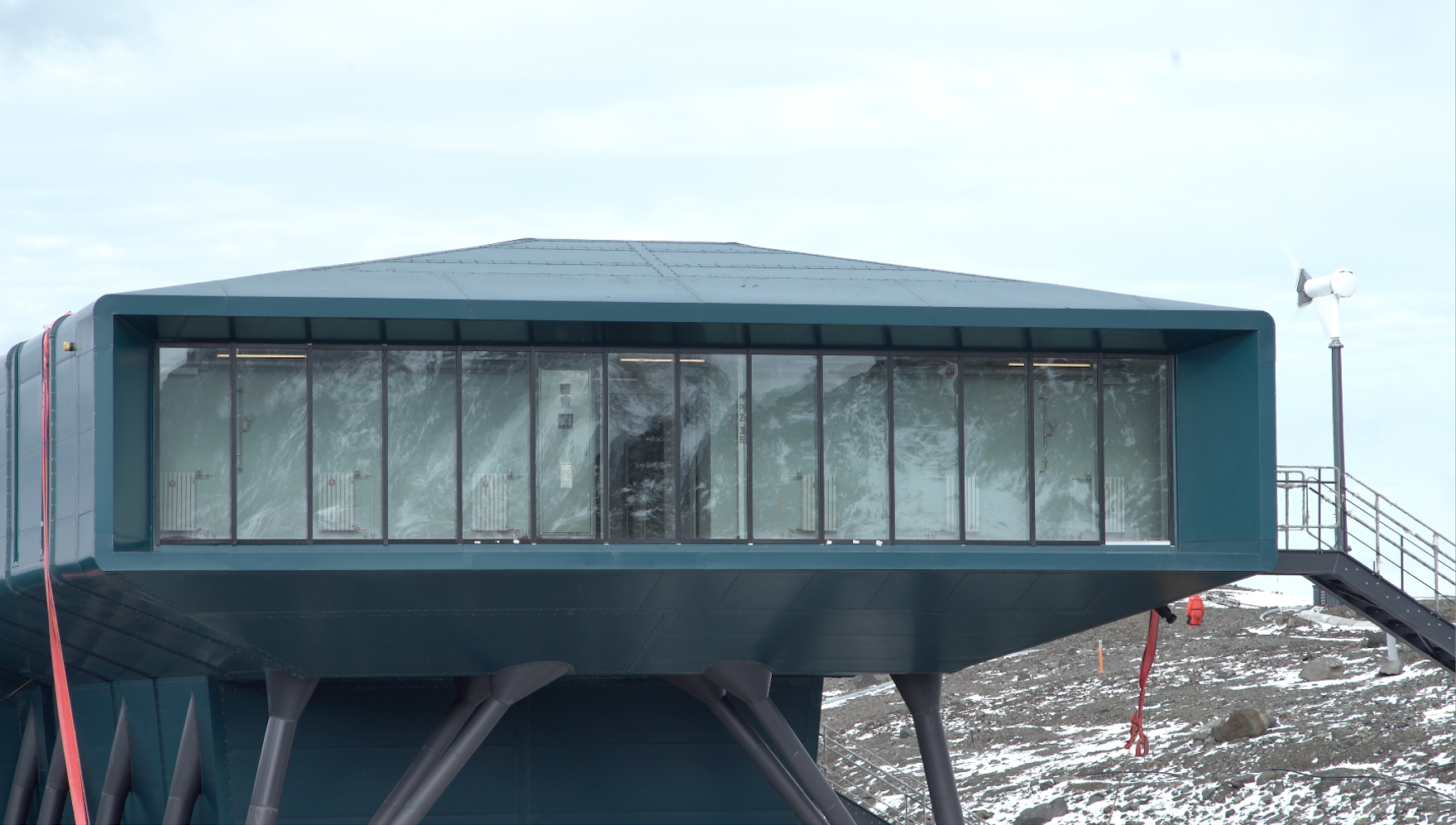
Stazione, 2019

La base fu realizzata con  materiali trasportati dalla nave oceanografica Barão de Teffé e divenne operativa il 6 febbraio 1984.
L'installazione si componeva inizialmente di 8 moduli a cui era stato aggiunto un eliporto costruito seguendo le norme internazionali di sicurezza. La struttura era composta da alloggi per il personale, magazzini, laboratori, una biblioteca, una mensa, una sala per le comunicazioni; era prevista inoltre la realizzazione di un'infermeria ed una palestra.
Nei pressi della base vi è un piccolo cimitero con cinque croci: tre segnano le bare di membri della preesistente Base G del BAS, morti in Antartide; una quarta commemora un comandante BAS morto in mare; l'ultima è in ricordo di un operatore radio brasiliano morto di infarto nel 1990.
Il 25 febbraio 2012, un'esplosione nella sala macchine che ospita i generatori dell'impianto provocò un incendio che distrusse circa il 70% dell'edificio. Due soldati, Carlos Alberto Vieira Figueredo e Roberto Lopes dos Santos, originariamente denunciati come dispersi, sono stati trovati morti tra le macerie della stazione dopo l'incendio, mentre un terzo ha riportato ferite non mortali.
In seguito all'incendio è stato bandito un concorso internazionale per la progettazione della nuova base antartica. Nel 2014 sono stati proclamati i progetti vincitori e le autorità brasiliane hanno annunciato che i lavori di ricostruzione sarebbero stati eseguiti tra il dicembre 2015 e il marzo 2016.
La nuova struttura è stata inaugurata nel gennaio 2020 alla presenza del vicepresidente del Brasile, Hamilton Mourão, e del ministro della Scienza e della Tecnologia, Marcos Pontes.

## Popolazione

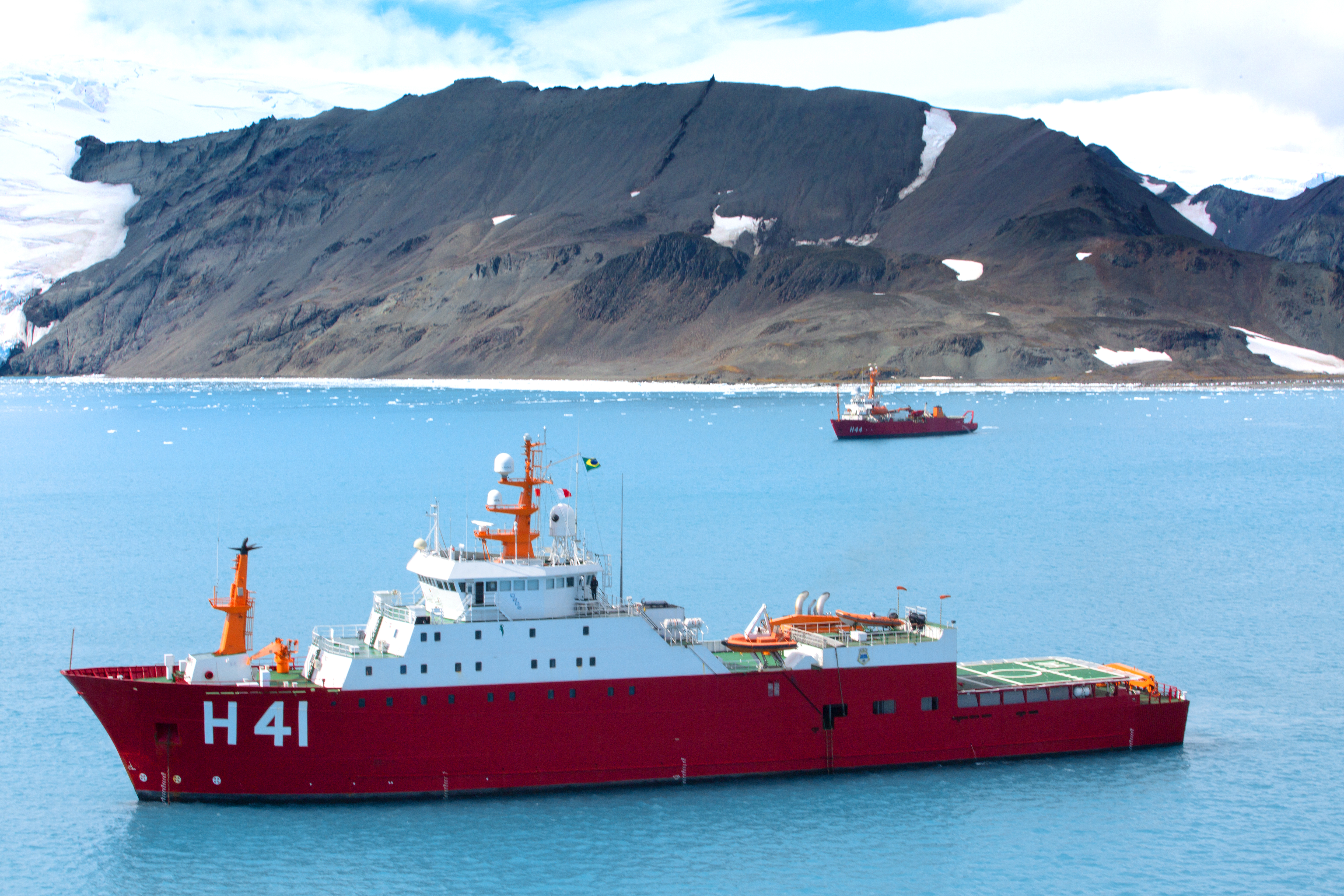
Le navi polari brasiliane Almirante Maximiano (in primo piano) e Ary Rongel (sullo sfondo) in stazione, 2020

La struttura accoglieva in estate un massimo 48 persone, che si riducevano notevolmente durante l'inverno quando l'attività era limitata alla raccolta di campioni da analizzare in seguito. Nel periodo invernale, il rifornimento della base dipendeva dalla Força Aérea Brasileira, che organizzava sette voli annuali con C-130 Hercules essendo impossibile raggiungere altrimenti l'isola a causa del mare ghiacciato.
Durante la stagione estiva, grazie alle migliori condizioni atmosferiche, la popolazione della base raggiungeva il suo massimo e poteva far fronte ad un maggior carico di attività.

## Attività
L'attività della base si concentrava sul cambiamento climatico: erano in corso studi sul riscaldamento globale e sull'effetto serra, sul buco nell'ozono e sull'aumento del livello degli oceani. Venivano inoltre raccolti campioni di inquinanti, spesso provenienti dai paesi dell'emisfero nord. La base svolgeva inoltre ricerca in meteorologia, geologia continentale e marina, oceanografia, astrofisica, geomagnetismo e geofisica nucleare.

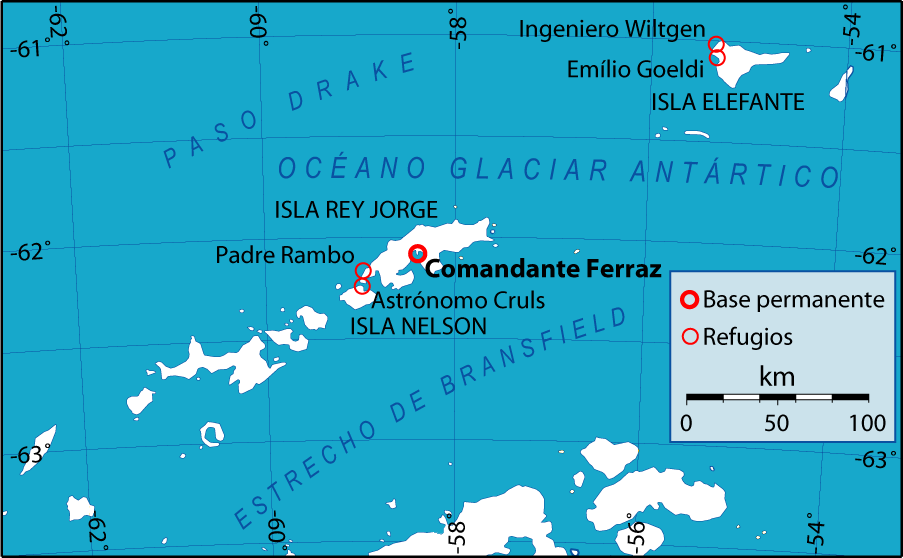
Localizzazione della base Ferraz e dei rifugi collegati.

## Altre postazioni
Nei pressi della Base Ferraz sono ubicate varie strutture minori che dipendono dalla base principale sia logisticamente che amministrativamente:
- Rifugio astronomo Cruls.
- Rifugio Emílio Goeldi.
- Rifugio ingegner Wiltgen (smantellato).
- Rifugio padre Rambo (smantellato).